# Черноморец (город)
Черноморец (болг. Черноморец) — город в Болгарии. Расположено у самого берега Чёрного моря. Находится в Бургасской области, входит в общину Созопол. Население составляет 2254 человека. Изначальное название города — Свети Никола.

## Политическая ситуация
В местном кметстве Черноморец, в состав которого входит Черноморец, должность кмета (старосты) исполняет Добри Стоянов Добрев (коалиция в составе 3 партий; Союз свободной демократии (ССД), Болгарский демократический союз «Радикалы», движение НАШИЯТ ГРАД) по результатам выборов правления кметства.
Кмет (мэр) общины Созопол — Панайот Василев Рейзи (коалиция в составе 3 партий; Союз свободной демократии (ССД), Болгарский демократический союз «Радикалы», движение НАШИЯТ ГРАД) по результатам выборов в правление общины.